# Bomarzo
Bomarzo ist eine italienische Gemeinde mit 1692 Einwohnern (Stand 31. Dezember 2023) in der Provinz Viterbo, Region Latium.
Sie liegt 84 km nördlich von Rom und 19 km nordöstlich von Viterbo.
|  |

## Geografie und Landschaft
Bomarzo liegt auf einem Tuffhügel an den Ausläufern der Monti Cimini; nördlich dieser Gebirgskette fällt das Land zum Oberlauf des Tibers ab. Von den kompakten Peperin-Hochflächen vulkanischen Ursprungs haben sich immer wieder durch Erosion gelockerte Blöcke abgelöst, die als Baumaterial verwendet wurden. Unterhalb der Plateaus in den Ebenen sammelte sich  Ton.

Die Landschaft um Bomarzo ist seit 1999 als Riserva Monte Casoli di Bomarzo auf einer Fläche von 285 ha geschützt. Erfasst sind Waldstücke und Weiden sowie für ökologische Landwirtschaft genutzte Areale rund um den Monte Casoli, der auch archäologische Grabungsstätte war, ca. 2,5 km außerhalb von Bomarzo.
Bomarzo trägt die Bandiera Arancione, ein Qualitätssiegel im Bereich Tourismus und Umwelt des TCI.

## Geschichte
Ausgrabungen von Nekropolen Mitte des 19. Jahrhunderts haben bewiesen, dass es an Stelle der heutigen Stadt eine etruskische Vorläufersiedlung gab. Ob es sich um das von dem Dominikaner Annio da Viterbo um 1500 identifizierte Planum Meonianum handelte, konnte letztlich nicht bewiesen werden. Die archäologischen Fundstätten rund um den Monte Casoli sind im 21. Jahrhundert größtenteils wieder zugewachsen.
Der Name Polymartium wird zum ersten Mal in der Historia Langobardorum des Paulus Diaconus erwähnt. Die Namensetymologie (Stadt des Mars) legt nahe, dass es eine römische Stadt gegeben haben könnte; die Ausgrabungsarbeiten förderten indes keine konkrete Bausubstanz zu Tage.
Spätestens im 5. Jahrhundert war Polymartium Bischofssitz. Fest steht, dass der Schutzpatron Anselm nicht der erste Bischof war und dass er unter dem Gotenkönig Totila den Märtyrertod erlitt. Als letzter Bischof der Stadt ist Lambertus Episcopus Polymartiensis 1015 belegt. Auf den Bischofssitz geht das Titularbistum Polymartium zurück.

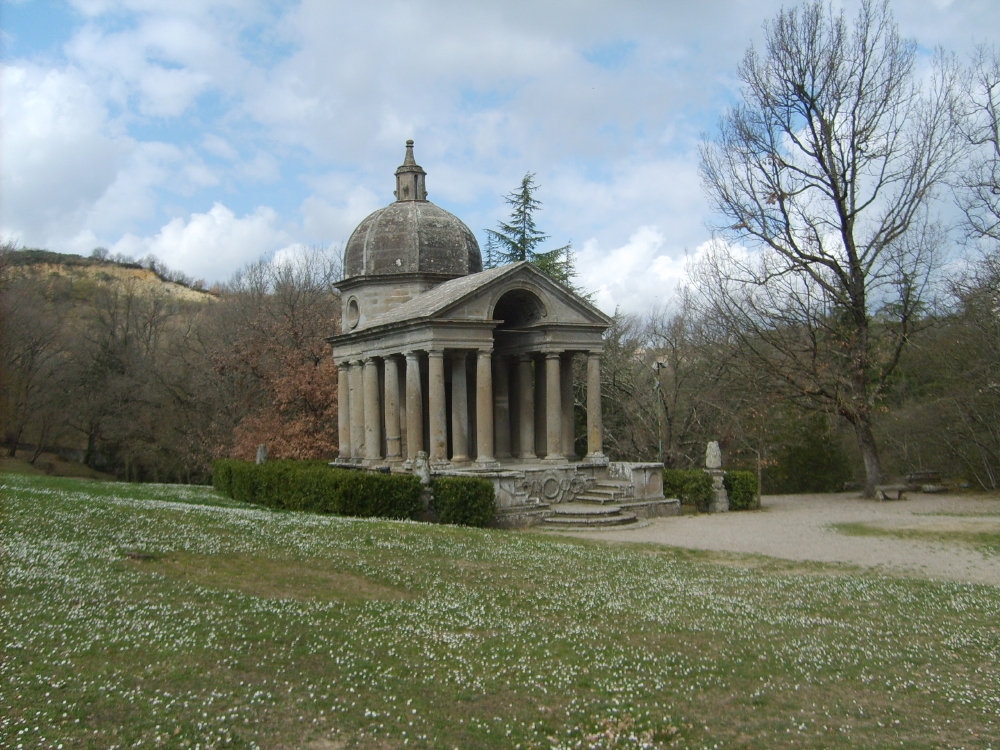
„Tempel“ im Parco dei Mostri

Seit dem 8. Jahrhundert gehörte Bomarzo wie die gesamte heutige Provinz Viterbo zum Kirchenstaat. Die wirkliche Kontrolle übten die lokalen Feudalherren aus. Im Falle von Bomarzo waren es die Orsini; unter ihnen ist Vicino Orsini die prägendste Persönlichkeit für die Stadt geworden. Unter seiner Ägide im 16. Jahrhundert wurde sowohl der von seinem Vater begonnene Adelspalast (Palazzo Orsini) vollendet als auch der eigentümliche manieristische Park der Ungeheuer außerhalb der Stadt angelegt, den er selbst einen „Heiligen Wald“ (Sacro Bosco) genannt hatte. Vicino Orsini war verheiratet mit Giulia Farnese, Tochter des Galeazzo Farnese (Herzog von Latera); nicht zu verwechseln mit ihrer Großmutter (mütterlicherseits) Giulia Farnese, der Mätresse Alexanders VI. Der Übergang von der Feudalherrschaft zum päpstlichen Zentralstaat, der in weiten Teilen Latiums von Kampfhandlungen begleitet war, vollzog sich im Fall von Bomarzo durch Heiratspolitik.
Der gestärkte päpstliche Zentralstaat setzte Kardinäle als Regenten ein; Ippolito Lante Montefeltro della Rovere, der Mitte des 17. Jahrhunderts in der Villa Lante in Bagnaia, zeitweilig aber auch im Palazzo Orsini in Bomarzo residierte, ist charakteristisch für diese Zeit.
Bomarzo gehört seit 1870 wie der gesamte ehemalige Kirchenstaat zum italienischen Nationalstaat.

## Stadtbild und Sehenswürdigkeiten
Die Altstadt ist ein kompaktes mittelalterliches Borgo mit kleinen Gassen hinauf zur Kirche und zum Orsini-Palast. Zahlreiche Häuser sind aus dem lokal vorkommenden Peperin-Gestein erbaut.
- Die Kathedrale Santa Maria Assunta (Mariä Himmelfahrt) ist ein romanischer Bau auf den Grundmauern des frühchristlichen Vorläufers der Zeit Anselms, welcher auch in der Kirche begraben ist. Die Renaissance-Fassade ließ Vicino Orsini im 16. Jahrhundert anfügen.
- Der Palazzo Orsini entstand ebenfalls im 16. Jahrhundert auf den Resten einer mittelalterlichen Burg. Baldassare Peruzzi, Architekt und Maler in Siena und Rom, plante im Auftrag der Orsini die Zweiflügelanlage mit Innenhof, Loggia und Treppe, die seither mehrfach verändert wurde. Im 17. Jahrhundert richtete Kardinal Ippolito Lante den großen Salon im ersten Stock ein mit der Ausmalung des Themas Allegorie des Krieges und des Friedens von Lorenzo Berrettini aus Cortona. Das Gebäude wird seit dem Zweiten Weltkrieg als Gemeindeverwaltung genutzt; die Loggia ist der Ratssaal, der mit Fresken von Antonangelo Bonifazi (Viterbo, 17. Jh.) dekoriert ist.

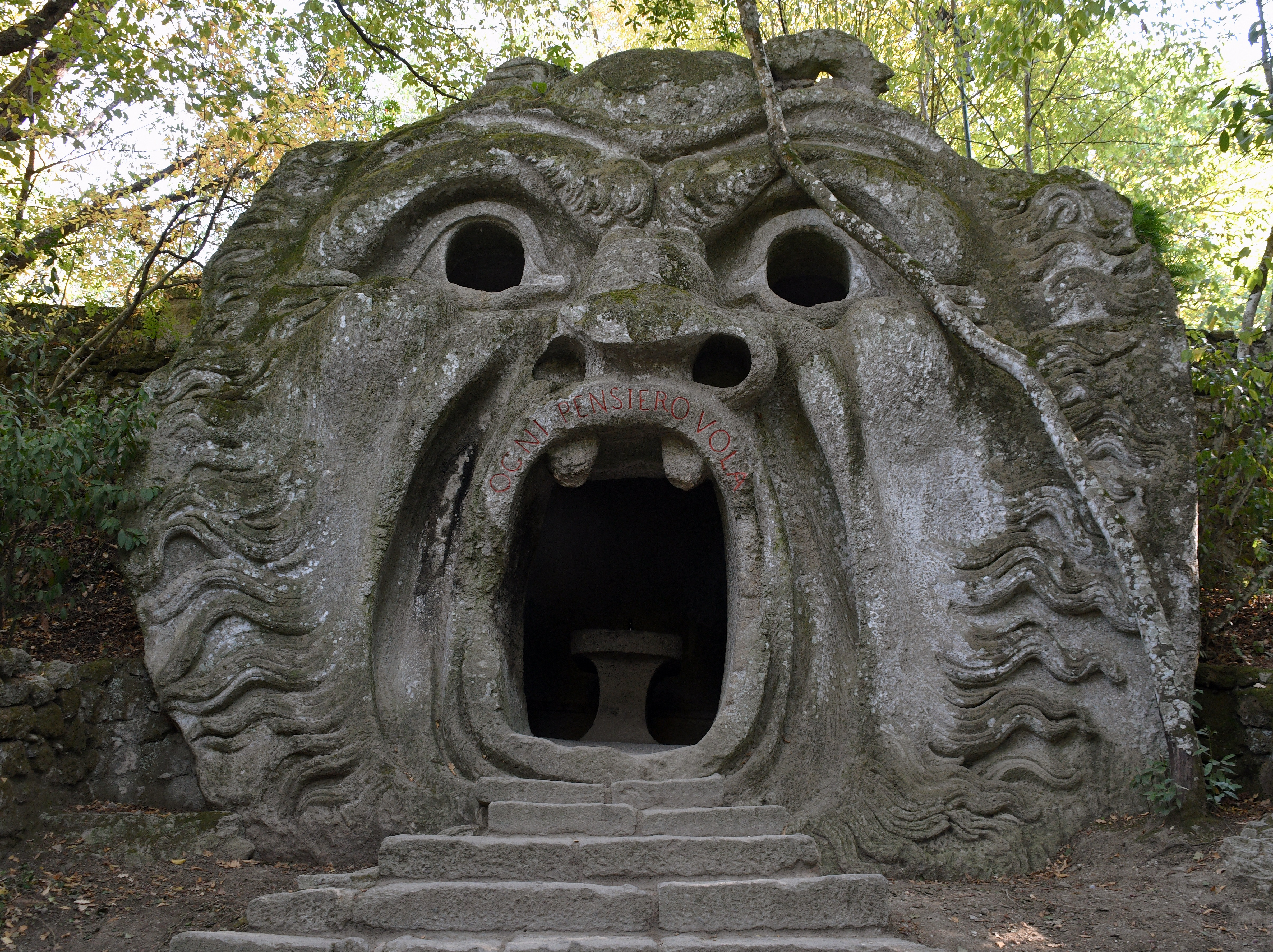
„Monster“ im Park der Ungeheuer

Etwa zwei Kilometer außerhalb der Stadt befindet sich ein von 1552 bis 1585 für Vicino Orsini angelegter Garten, der aufgrund seines Skulpturenprogramms Parco dei Mostri (Park der Ungeheuer) genannt wird und unter der Bezeichnung Sacro Bosco (Heiliger Wald) bekannt ist. Landschaft und Architektur bilden einen wunderlichen Bereich der Verwirrung, eine bizarre Inszenierung grotesker Gestalten, phantastischer Bauwerke und rätselhafter Sinnsprüche. Von einem quadratischen Obstgarten führt ein unregelmäßiger Weg zu einem Bachtal. Den Weg säumt ein skurril-grausames Skulpturenprogramm, das dem Besucher Rätsel aufgibt und bei diesem Verwunderung hervorrufen kann. Das Bildprogramm, das nurmehr unvollständig erhalten scheint, ist weiterhin Gegenstand spekulativer Deutungen, obwohl es in weiten Teilen entschlüsselt ist. Es handelt sich um ein literarisches Konzept, das sich auf Ludovico Ariosto und seine Dichtung Orlando furioso (Der rasende Roland) bezieht. Vicino Orsini war ein Verehrer Ariosts und Petrarcas.

## Wirtschaft und Soziales
Bomarzo ist agrarisch geprägt. Es gibt lokale Kooperativen für Wein und Olivenöl, Haselnüsse und Honig, teilweise aus biologischem Anbau.
Der Vergnügungspark mit Picknickplätzen am Rande des Sacro Bosco macht Bomarzo in der warmen Jahreszeit vor allem an den Wochenenden zu einem attraktiven Ausflugsziel für Familien mit Kindern. Auch internationale Gäste besuchen in Kenntnis des Parks der Ungeheuer den Ort und seine Umgebung. Die begrenzten infrastrukturellen Ressourcen sind indes nicht auf Pauschaltourismus ausgerichtet. Es gibt ein Hotel, wenige Frühstückspensionen und Agrotourismus-Fazilitäten, Restaurants, Trattorien und Bars.
Einige Kunsthandwerker unterhalten ihre Werkstätten vor Ort (Schmiede, Holzschnitzer, Kupferstecher, Spitzenklöpplerin).

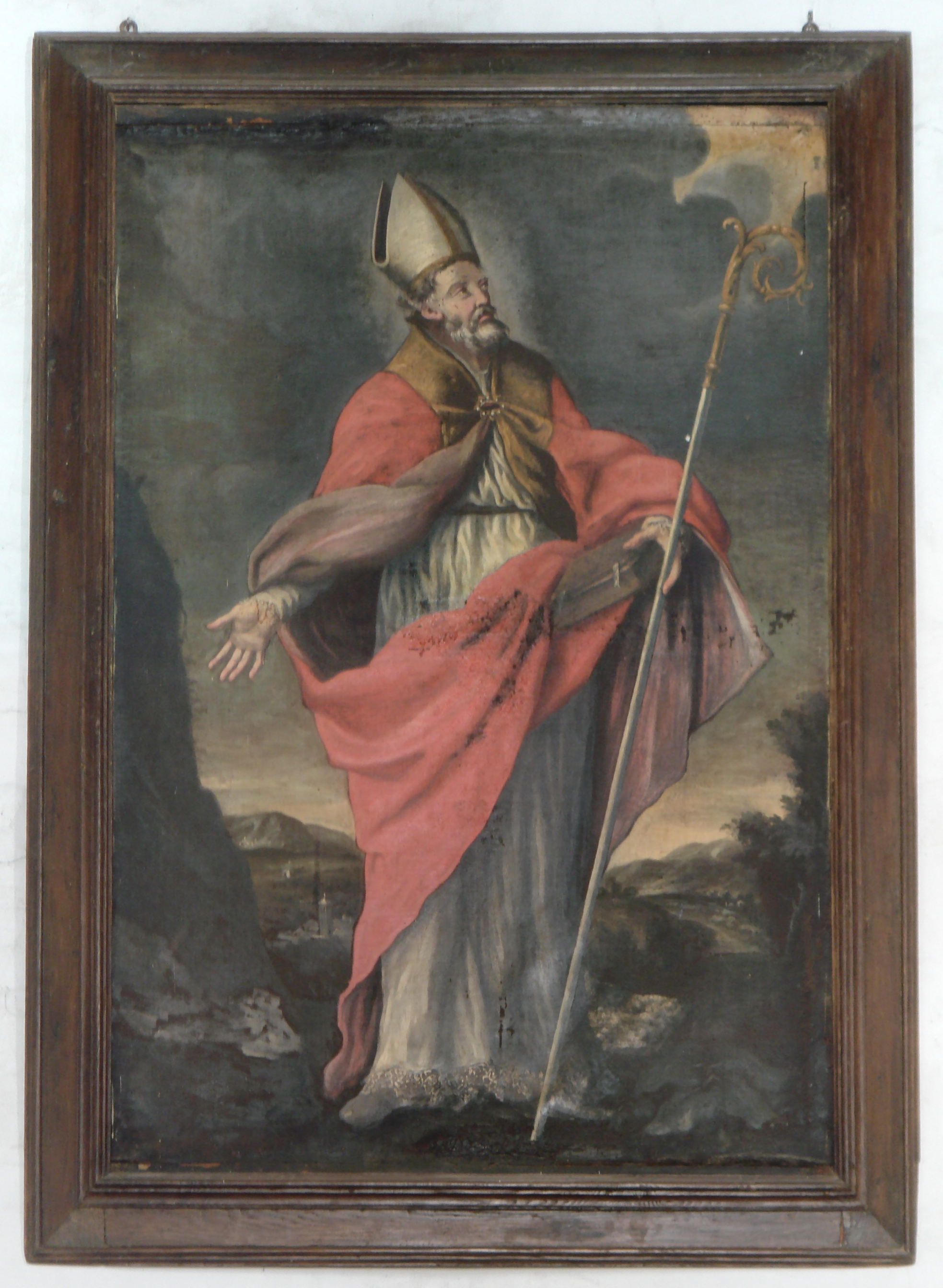
Bildnis von St. Anselmo in der Chiesa di Sant'Anselmo in Bomarzo

## Patronatsfest am 24./25. April
Zu Ehren des Heiligen Anselm von Bomarzo wird alljährlich ein zweitägiges Stadtfest ausgerichtet. Kernstück ist ein Pferderennen nach Palio-Prinzip, in dem die fünf mittelalterlichen Contraden Il Dentro, Borgo, Poggio, Croci und Madonna del Piano gegeneinander antreten. Das Palio ist erstmals um 1600 dokumentiert.
Beim begleitenden Kirmesfest (Sagra del Biscotto), wird das so genannte biscotto di Sant'Anselmo (früher pane di Sant'Anselmo) öffentlich gebacken und verkauft, ein 1 kg schweres ringförmiges Hefegebäck, mit Anis gewürzt, das der Bischof der Legende nach an die Armen und an die Pilger auf dem Weg nach Rom verteilt haben soll. Dieses Fest gibt es erst seit 1973, ausgerichtet durch die lokale Organisation Pro Loco.